# Sphondylium subvillosum
Sphondylium subvillosum är en flockblommig växtart som beskrevs av Franz Georg Hoffmann. Sphondylium subvillosum ingår i släktet Sphondylium och familjen flockblommiga växter. Inga underarter finns listade i Catalogue of Life.